# Myrmechis japonica
Myrmechis japonica är en orkidéart som först beskrevs av Heinrich Gustav Reichenbach, och fick sitt nu gällande namn av Robert Allen Rolfe. Myrmechis japonica ingår i släktet Myrmechis och familjen orkidéer. Inga underarter finns listade i Catalogue of Life.